# Olivier Séchan
Olivier Séchan (* 14. Januar 1911 in Montpellier; † 7. Juli 2006 in Paris) war ein französischer Schriftsteller, Übersetzer und Jugendbuchautor. Er ist der Vater des Sängers Renaud.

## Leben
Olivier Séchan stammte aus dem hugenottischen Bildungsbürgertum des südfranzösischen Protestantismus. Sein Vater war der Philologe Louis Séchan, der an der Universität Montpellier und später an der Sorbonne in Paris altgriechische Lyrik lehrte. Sein Bruder war Edmond Séchan. Nach Studien und Arbeit als Übersetzer beim Radio heiratete Olivier Séchan in zweiter Ehe Solange Mériaux, die aus einer kommunistischen Arbeiterfamilie im nordfranzösischen Lens stammte. Mit ihr hatte er die Kinder Thierry, Nelly, die Zwillinge Renaud und David, sowie Sophie. Zudem hatte er aus erster Ehe die Tochter Christine. Zwei Kinder aus der ersten Ehe waren in der Zeit des Zweiten Weltkriegs gestorben. Sein Sohn Nicolas starb am 7. Juni 1944 bei einer Bombardierung.
1938 war beim Verlag Albin Michel mit Les Eaux mortes sein erster Roman erschienen. Auf diesen ließ er Le Bouquet d’orties folgen. Beide Romane erschienen unter dem Pseudonym Olivier Beaucaire. Sein 1942 unter eigenem Namen erschienener dritter Roman Les Corps ont soif bei Éditions Ariane erwies sich als Verkaufserfolg und brachte ihm den Prix des Deux Magots ein. 1946 wurde er für Les chemins de nulle part in der Pariser Brasserie Lipp von André Salmon als Juryvorsitzenden mit dem Prix Cazes ausgezeichnet. Séchan wurde darauf ebenfalls Mitglied dieser Jury.
Auch wenn sich bis 1950 drei weitere Romane an den gehobenen Literaturbetrieb richteten, war er ab 1951 bereit Konzessionen zu machen und für ein breiteres Lesepublikum zu schreiben, um seine Familie zu ernähren, zumal seine Frau als Hausfrau bei den Kindern blieb und die Familie Séchan trotz seiner ererbten Zugehörigkeit zum Bildungsbürgertum nicht von Haus aus vermögend war. In Zusammenarbeit mit Igor B. Maslowski, einem Kritiker der Zeitschrift Mystère Magazine, veröffentlichte er mehrere humoristische Kriminalromane mit dem Pseudonym Laurence Tecumseh Ford beim Verlag Éditions du Masque. Für Vous qui n’avez jamais été tués erhielt er 1951 den Grand Prix du Roman d’Aventures. Weitere Kriminalromane erhielten weniger Aufmerksamkeit.
Zu Beginn der 1960er Jahre wechselte Séchan in die Jugendbuchsparte, da diese bessere Verdienstmöglichkeiten versprach. Er erfand die Abenteuer der Kinder Luc und Martine und die Geschichten mit den drei Cousins Morand in Paris, womit er einigen Erfolg hatte. In seinem Erzählen schöpfte Séchan nicht zuletzt aus seiner eigenen Erfahrung als Vater. Die Séchan wohnten unweit der Porte d’Orléans in Paris und wie die drei Cousins seiner Geschichten, verbrachte auch die Familie Séchan jeden Sommer in einem Dorf im südfranzösischen Département Drôme.
Auch wenn er seine Einkünfte als Buchautor durch eine Tätigkeit als Verlagsmitarbeiter bei Hachette aufbessern konnte, sah sich Séchan schließlich doch gezwungen eine Anstellung als Deutschlehrer am Lycée Gabriel Fauré im 13. Arrondissement von Paris anzunehmen. Zu diesem Zeitpunkt war er schon todkrank. Auf seine schriftstellerische Laufbahn blickte er am Ende seines Lebens mit einer gewissen Bitterkeit zurück. Seine Söhne Renaud und Thierry Séchan erbten sein erzählerisches Talent. Renaud erreichte den auch von ihm erträumten landesweiten Erfolg.

## Werke

### Romane
- Les Eaux mortes. Albin Michel, Paris 1939
- Le Bouquet d’orties. Albin Michel, Paris 1939
- La Proie des flammes. Albin Michel, Paris 1941
- Les corps ont soif. Jean Renard, 1942
- La Chasse à l’aube. Jean Renard, 1943, Neuauflage: Éditions du Rocher, Monaco 2005, ISBN 2-268-05356-3
- Chemins de nulle part. Ariane, Paris 1945, Neuauflage: Romart, Monaco 2014, ISBN 979-10-90485-27-3
- L’Amour du vide. 1946, Neuauflage: Éditions du Rocher, Monaco 2006, ISBN 2-2680-5714-3
- Marthe Vignerel. La Jeune Parque, Paris 1947
- Les Morts n’en sauront rien. Pierre Horay Éditions de Flore, Paris 1950

### Humoristische Kriminalromane gemeinsam mit Igor B. Maslowski
- Défi à la mort. Éditions des Loisirs, Paris 1950, Neuauflage: Romart, Monaco 2013, ISBN 979-10-90485-19-8
- Vous qui n’avez jamais été tués. Librairie des Champs-Élysées, Le Masque, Paris 1951, Neuauflage: Librairie des Champs-Élysées, Paris 1977
- Vient de disparaître. Librairie des Champs-Élysées, Paris 1953
- Voulez-vous mourir avec moi? Éditions Calmann-Lévy, Paris 1954

### Kinder- und Jugendliteratur

#### ReiheLuc et Martine
- Luc et Martine font équipe. Illustriert von François Batet, Hachette, Paris 1960
- Luc et Martine à la tour blanche. Illustriert von François Batet, Hachette, Paris 1961
- Allo, Luc? Ici, Martine. Illustriert von François Batet, Hachette, Paris 1970
- Luc et Martine au bord du gouffre. Illustriert von François Batet. Hachette, Paris 1976, ISBN 2-0100-3079-6

#### ReiheLes Six Compagnons
- Les Six Compagnons et les Agneaux de l’apocalypse. Hachette, Paris 1982
- Les Six Compagnons à l’Étang de Berre. Hachette, Paris 1983, ISBN 2-0100-8826-3
- Les Six Compagnons et le Carré magique. Hachette, Paris 1984

#### Weitere Jugendromane
- La Valise mystérieuse. Illustriert von Albert Chazelle, Hachette, Paris 1956 (Neuauflage 1974)
- La Cachette au fond des bois. Illustriert von Jeanne Hives, Hachette, Paris 1960
- Trois cousins dans un moulin. Illustriert von François Batet, Hachette, Paris 1963
- Une voix au bout du fil. Illustriert von François Batet, Hachette, Paris 1965
- Fra Diavolo. Illustriert von Annie-Claude Martin, Hachette, Paris 1975, ISBN 2-0100-1430-8
- Charlotte et Sirocco. Illustriert von Jean-Louis Henriot, Hachette, Paris 1979
- Zorro, Walt Disney. Hachette, Paris 1985, ISBN 2-01-011499-X